# Gall de praderia gros
El gall de les praderies gros (Tympanuchus cupido) és una espècie d'ocell de la família dels fasiànids (Phasianidae) que habitava a gran part de les praderies d'Amèrica del Nord, incloent Canadà, però que avui ho fa només al centre dels Estats Units, des de Dakota del Nord i Minnesota, fins a Oklahoma i Texas.